# Новая Муравьевка
Новая Муравьёвка — село в составе Болдовского сельского поселения Рузаевского района Республики Мордовия.

## География
Находится на расстоянии примерно 14 км на запад-юго-запад от районного центра города Рузаевка.

## История
Основано предположительно в XVII веке. В 1869 году учтено как казенная деревня Инсарского уезда из 86 дворов. В начале XX века появилась каменная Никольская церковь.

## Население
Постоянное население составляло 268 человека (мордва-мокша 83 %) в 2002 году, 272 в 2010 году.